# Ledno plezanje
Ledno plezanje je plezanje po zaledenelih slapovih in lednih odstavkih v grapah. Plezanje kombiniranih (drytooling) in snežno-lednih smeri, je lednem plezanju zelo podobno, saj je način premikanja enak, le da se plezalec poleg po ledu premika še po skali oziroma snegu.

## Oprema za ledno plezanje
Med osnovno opremo za ledno in kombinirano plezanje sodijo:
- vrv;
- plezalni pas;
- varovalo;
- vponke z matico;
- trakovi;
- pomožne vrvice;
- prva pomoč.

Nujna je tudi čelada, saj kosi padajočega ledu predstavljajo nevarnost poškodbe. 
Ledna oprema pa predstavlja: 
- dva cepina
- zimski čevlji
- dereze
- pripomočki za varovanje v ledu (ledni vijaki, ledni klini, sistemi vponk, orodje za abalak)

Pri plezanju se uporablja par lednih orodij (cepin in bajla), na čevlje pa so pritrjene dereze. Če plezalec pleza v vodstvu, ureja varovanje z lednimi vijaki. 
Težavnost je odvisna od naklona ledu, pomembno vlogo ima tudi oblika ledu (slap nalepljen na steno, sveča, ledne gobe), saj je s tem povezana možnost odloma. Dejanska težavnost je odvisna od trenutnih razmer v slapu (malo ledu, trdota leda zaradi mraza...). Za ocenjevanje so v rabi posebne ledne ocene.
Vsako zimo v Sloveniji zgradijo več umetnih lednih slapov, npr. Mlačca pri Mojstrani , Solčava  ... Od leta 2003 organizatorji prirejajo tekmovanje za Slovenski ledni pokal v hitrostnem in težavnostnem plezanju.
Ledno plezanje spada med nevarnejše oblike alpinizma, saj je padec kljub varovanju lahko usoden.